# Deborah Estrin
Deborah Estrin (6 de diciembre de 1959) es una profesora de informática en Cornell Tech. Es cofundadora de la organización sin fines de lucro Open mHealth.

## Carrera
Estrin era profesora de informática y directora fundadora del Center for Embedded Networked Sensing (CENS) de la Universidad de California.
En 2003, la Popular Science la nombró una de sus "Brilliant 10" para aquel año.
En 2007, Estrin fue elegida como socio de la Academia Americana de Artes y Ciencias y en 2009 fue incluida en la Academia Nacional de Ingeniería. Es socio de la Association for Computing Machinery (ACM ) y del Institute of Electrical and Electronics Engineers (IEEE).
Deborah Estrin recibió el grado honoris causa de EPFL en 2008 durante la ceremonia maestra. También recibió un grado honorario de doctorado de la Universidad de Uppsala, Suecia en 2011.
En 2012, Cornell Tech anunció a Estrin como la primera académica contratada para el campus de alta tecnología en Nueva York.
Es hija de Gerald Estrin, también profesor de informática de la UCLA, y de Thelma Estrin, ingeniera y científica informática también de UCLA. Es la hermana de Judy Estrin.

## Premios
- 2011: Doctor honoris causa Universidad Uppsala, Suecia
- 2009: Academia Nacional de Ingeniería
- 2008: Doctor honoris causa EPFL
- 1987: premio de investigadores jóvenes de la  Fundación de Ciencia Nacional de Estados Unidos.